# Paramystaria variabilis delesserti
Paramystaria variabilis là một phân loài nhện trong họ Thomisidae.
Loài này thuộc chi Paramystaria. Paramystaria variabilis delesserti được Lodovico di Caporiacco miêu tả năm 1949.